# Hassan Muath Fallatah
Hassan Muath Fallatah, né le 27 janvier 1986, est un footballeur international saoudien, évoluant au poste de défenseur.

## Carrière
Après avoir débuté avec l'Al-Ansar, en deuxième division saoudienne, Muath Fallatah s'engage avec l'Al-Shabab en 2004. Après deux saisons, notamment marquées par le titre de Champion d'Arabie saoudite en 2006, il est dispute son premier match avec la sélection saoudienne.
Cependant, il peine à se faire une place au sein de l'équipe d'Arabie saoudite. Par contre, Hassan Muath devient un des piliers d'Al-Shabab, remportant les deux premières éditions de la King Cup of Champions ainsi qu'un nouveau championnat en 2012.

## Palmarès
- Champion d'Arabie saoudite en 2006 et 2012 avec Al-Shabab
- Vainqueur de la King Cup of Champions en 2006 et 2007 avec Al-Shabab
- Vainqueur de la Coupe de la fédération saoudienne en 2009, 2010 et 2011 avec Al-Shabab